# Ebalia stellaris
Ebalia stellaris is een krabbensoort uit de familie van de Leucosiidae. De wetenschappelijke naam van de soort is voor het eerst geldig gepubliceerd in 2006 door Naruse & Ng.